# マーチ・89C/89P
マーチ・89C（March 89C）または89P、89CEは、イギリスのマーチ・エンジニアリングが1989年のインディカー（CART）用に開発・設計・製造されたオープンホイールレースカーである。89Cでは1勝を挙げ、2回のポールポジションを獲得したが、いずれもテオ・ファビによるものだった。フォード・コスワース DFXターボ、ポルシェ インディV8、アルファロメオ インディV8など、数多くのエンジンが搭載された。